# Тепловий еквівалент роботи
Теплови́й еквівале́нт робо́ти (англ. thermal equivalent of work) — кількість теплоти, що є енергетично еквівалентною одиниці роботи, якщо за рахунок виконаної роботи збільшується внутрішня енергія термодинамічної системи.
Поняття «тепловий еквівалент роботи» застосовується у тих випадках, коли потрібно порівняти роботу і кількість теплоти, коли ті вимірюються у різних одиницях.
Значення теплового еквівалента роботи є оберненим до значення механічного еквівалента теплоти й дорівнює 0,239 кал/Дж.